# Banho de sangue de Melbourne
O Banho de sangue de Melbourne (em húngaro Melbourne-i vérfürdő) foi uma partida de polo aquático entre Hungria e a URSS nos Jogos Olímpicos de 1956. E é possivelmente a partida mais famosa da história do polo aquático. 
A partida foi jogada com o pano de fundo na Revolução Húngara de 1956 e culminou com a derrota da URSS ante a Hungria por 4-0. O nome que recebeu a foi dado pelos meios-de-comunicação depois que o jogador húngaro Ervin Zádor saiu da água ao final da partida com sangue jorrando por um corte embaixo de seu olho esquerdo, golpeada pelo soviético Valentin Prokopov.

## A partida
Na manhã anterior à largada, os húngaros criaram uma estratégia para insultar os russos, cuja língua haviam estudado na escola. Nas palavras de Ervin Zádor: "Decidimos tentar irritar os russos para distraí-los".
Desde o início, chutes e socos foram trocados. A certa altura, um soco desferido pelo capitão húngaro Dezső Gyarmati foi filmado. Enquanto isso, Zádor marcou dois gols para os aplausos da multidão ao Hajrá Magyarok! ("Vamos húngaros!").
A um minuto do final da partida, a Hungria estava ganhando por 4–0. Zádor marcava Valentin Prokopov, com quem já havia trocado palavras, e soou um apito. No intervalo, Prokopov o atingiu, causando um corte sangrento. Zádor saiu da piscina; seu sangramento foi a gota d'água para uma multidão já em frenesi. Muitos espectadores furiosos pularam no saguão ao lado da água, sacudiram os punhos, gritaram insultos e cuspiram nos russos. Para evitar um tumulto, a polícia entrou na arena e conduziu a multidão para longe.
Fotos dos ferimentos de Zádor foram publicadas em todo o mundo, levando ao apelido de "Sangue na Água". Relatos de que a água da piscina ficou vermelha foram, no entanto, um exagero. Zádor disse que seu único pensamento é se conseguirá jogar a próxima partida. 
Os árbitros pararam a partida; A Hungria foi declarada vencedora por estar na liderança. A Hungria então venceu a Iugoslávia por 2–1 na final para ganhar sua quarta medalha de ouro olímpica. Depois que o evento foi concluído, Zádor e alguns de seus companheiros desertaram para o oeste.